# Fluorofosforan sodu
Fluorofosforan sodu, MFP – nieorganiczny związek chemiczny, sól sodowa kwasu fluorofosforowego. Rozpuszczalny w wodzie, bezbarwny i bezwonny. Jest środkiem uzupełniającym niedobór fluoru i zapobiegającym próchnicy. Składnik niektórych past do zębów.